# Opération First Strike
Halo : Opération First Strike (titre original : First Strike) est un roman américain de science-fiction écrit par Eric Nylund et publié le 2 décembre 2003 aux États-Unis. Il s'agit du troisième tome inspiré de la série de jeux vidéo Halo, et est la suite directe du roman Halo : Parasite.
Le roman a été traduit par Fabrice Joly et publié par Fleuve noir le 1er février 2005

## Présentation de l'éditeur
La guerre entre humains et Covenants, un combat à mort pour la survie de l'humanité, a atteint son point culminant sur le monde mystérieux de Halo. Mais la puissante armée extraterrestre ne compte pas stopper là sa quête destructrice… Halo a été détruit, et la menace que l'anneau artificiel faisait peser sur toute forme de vie, neutralisée. Mais la victoire a coûté terriblement cher au UNSC. Des milliers de courageux soldats sont tombés sur le champ de bataille pour éviter que l'invention extraterrestre ne tombe entre les mains de l'ennemi. Maintenant, le sort de l'humanité repose tout entier sur l'un des seuls Spartans ayant échappé au carnage : le Major. Avec l'aide de Cortana, l'intelligence artificielle du vaisseau, il doit s'efforcer de rassembler les survivants, malgré la présence de nombreuses patrouilles de Covenants gravitant autour des débris de Halo…